# Григор Арешян
Григор Евгениевич Арешян (на арменски: Գրիգոր Արեշյան) е съветски и арменски историк, арменски и американски археолог, за кратко арменски министър.
Директор е на научноизследователската програма по археология и етнография в Армения на Калифорнийския университет. През 1991 – 1992 г. е държавен министър на Армения, като ръководи държавната делегация в преговорите с Русия.
През 2010 г. е съвместен ръководител на международен екип от археолози, оглавяван от Борис Гаспарян, който в пещерата Арени (край село Арени, Армения) открива обувка на възраст 5500 години и най-старата винарна в света до тогава.

## Биография
Григор Арешян е роден на 13 май 1949 г. в Ереван, Арменска ССР, СССР. През 1970 г. завършва Историческия факултет на Ереванския държавен университет, през 1973 г. получава научното звание кандидат на историческите науки.
През 1970 – 1973 г. е лаборант на катедра Археология на Ереванския държавен университет. През 1973 – 1980 г. е младши научен сътрудник в Центъра за арменски изследвания на Ереванския държавен университет, през 1980 – 1981 г. е старши научен сътрудник, а след това заместник–началник на отдела за защита на паметниците към Министерския съвет на Арменската ССР. През 1981 – 1987 г. е ръководител на лаборатория в Ереванския държавен университет. От 1987 г. е доцент в Ереванския държавен университет. През 1987 – 1991 г. е заместник–директор на Института по археология на Академията на науките на Арменската ССР.